# كلية العلوم القانونية والاقتصادية والاجتماعية (الدار البيضاء)
كلية العلوم القانونية والاقتصادية والاجتماعية - الداراليضاء كلية مغربية تتواجد في منطقة طريق الجديدة (حي الكليات)، جنوب مدينة الدار البيضاء.

## تاريخ تأسيس الكلية
تأسست كلية العلوم القانونية والاقتصادية والاجتماعية سنة 1975 و هي تحت وصاية جامعة الحسن الثاني الدارالبيضاء تقع بمدينة الدار البيضاء بكلم 8 طريق الجديدة، لوازيس .

## شروط الولوج الكلية
يشترط في المرشح أن يكون حاصلا على شهادة البكالوريا فما فوق في الشعب العلمية أو الآدبية أو التقنية والتكنولوجيا.

## التخصصات المتوفرة في الكلية
1. القانون: خاص أو عام أو قانون المقاولة (قسم عربي أو فرنسي).
2. الإقتصاد و التدبير

## الشهادات التي تمنحها الكلية
كلية العلوم القانونية والاقتصادية والاجتماعية
تمنح كلية العلوم القانونية والاقتصادية والاجتماعية (عين الشق) عدة شواهد عليا وتسمى بالديبلومات الجامعية:

مواد تخصص الدراسات القانونية

مواد تخصص علم الإقتصاد و التدبير

| نوع الشهادة            | مدة التكوين                                                          |
| ---------------------- | -------------------------------------------------------------------- |
| شهادة الإجازة الأساسية | و مدة التكوين 3 سنوات بعد شهادة البكالوريا BAC +3                    |
| شهادة الإجازة المهنية  | و مدة التكوين 3 سنوات بعد شهادة البكالوريا BAC +3                    |
| شهادة الماستر          | و مدة التكوين 2 سنتين بعد شهادتي البكالوريا والإجازة BAC +5          |
| شهادة الماستر المتخصص  | و مدة التكوين 2 سنتين بعد شهادتي البكالوريا والإجازة BAC +5          |
| شهادة الدكتوراه        | و مدة التكوين 3 سنوات بعد شواهد البكالوريا والإجازة و الماستر BAC +8 |